# Frichemesnil
Frichemesnil és un municipi francès situat al departament del Sena Marítim i a la regió de Normandia. L'any 2007 tenia 398 habitants.

## Demografia

### Població
El 2007 la població de fet de Frichemesnil era de 398 persones. Hi havia 149 famílies de les quals 19 eren unipersonals (11 homes vivint sols i 8 dones vivint soles), 57 parelles sense fills, 65 parelles amb fills i 8 famílies monoparentals amb fills.
La població ha evolucionat segons el següent gràfic:
Habitants censats

### Habitatges
El 2007 hi havia 150 habitatges, 146 eren l'habitatge principal de la família, 2 eren segones residències i 2 estaven desocupats. Tots els 149 habitatges eren cases. Dels 146 habitatges principals, 136 estaven ocupats pels seus propietaris, 10 estaven llogats i ocupats pels llogaters i 1 estava cedit a títol gratuït; 3 tenien dues cambres, 7 en tenien tres, 42 en tenien quatre i 95 en tenien cinc o més. 122 habitatges disposaven pel capbaix d'una plaça de pàrquing. A 64 habitatges hi havia un automòbil i a 79 n'hi havia dos o més.

### Piràmide de població
La piràmide de població per edats i sexe el 2009 era:
| Homes | Edats   | Dones |
| ----- | ------- | ----- |
| 0     | 95 o +  | 0     |
| 0     | 90 a 94 | 0     |
| 0     | 85 a 89 | 0     |
| 0     | 80 a 84 | 0     |
| 0     | 75 a 79 | 4     |
| 0     | 70 a 74 | 0     |
| 12    | 65 a 69 | 8     |
| 12    | 60 a 64 | 8     |
| 20    | 55 a 59 | 20    |
| 4     | 50 a 54 | 16    |
| 24    | 45 a 49 | 16    |
| 24    | 40 a 44 | 16    |
| 20    | 35 a 39 | 20    |
| 16    | 30 a 34 | 8     |
| 16    | 25 a 29 | 4     |
| 8     | 20 a 24 | 12    |
| 16    | 15 a 19 | 28    |
| 12    | 10 a 14 | 20    |
| 16    | 5 a 9   | 16    |
| 4     | 0 a 4   | 4     |

## Economia
El 2007 la població en edat de treballar era de 263 persones, 193 eren actives i 70 eren inactives. De les 193 persones actives 174 estaven ocupades (98 homes i 76 dones) i 19 estaven aturades (5 homes i 14 dones). De les 70 persones inactives 34 estaven jubilades, 24 estaven estudiant i 12 estaven classificades com a «altres inactius».

### Ingressos
El 2009 a Frichemesnil hi havia 152 unitats fiscals que integraven 416,5 persones, la mediana anual d'ingressos fiscals per persona era de 20.017 €.

### Activitats econòmiques
Dels 15 establiments que hi havia el 2007, 1 era d'una empresa de fabricació d'altres productes industrials, 3 d'empreses de construcció, 1 d'una empresa de comerç i reparació d'automòbils, 2 d'empreses d'hostatgeria i restauració, 3 d'empreses d'informació i comunicació i 5 d'empreses de serveis.
Dels 5 establiments de servei als particulars que hi havia el 2009, 2 eren guixaires pintors, 1 fusteria, 1 perruqueria i 1 restaurant.
L'any 2000 a Frichemesnil hi havia 15 explotacions agrícoles que ocupaven un total de 720 hectàrees.

## Equipaments sanitaris i escolars
El 2009 hi havia una escola elemental.

## Poblacions més properes
El següent diagrama mostra les poblacions més properes.